# NGC 6548
NGC 6548 este o galaxie situată în constelația Hercule. A fost descoperită în 20 septembrie 1786 de către William Herschel. Se află la o distanță de 23,23 de megaparseci de Pământ.